# Gyüre Lajos
Gyüre Lajos (Mokcsakerész, 1931. március 20. – Kassa, 2018. február 15.) költő, író, színműíró, irodalomtörténész, tanár.

## Élete
1955-ben érettségizett a kassai Felsőipari Technikumban. 1959-ben tanári oklevelet szerzett a pozsonyi Pedagógiai Főiskolán, majd nyugdíjazásáig Kassán lett tanár. 1986–1990 között a kassai Thália Színpad művészeti vezetője és dramaturgja volt.
Verseivel 1958-ban a Fiatal szlovákiai magyar költők című antológiában jelentkezett először. Színműveket és hangjátékokat is írt, antológiákat, gyűjteményes köteteket állított össze (például Márai Sándor írásaiból is: Japán kert, 2004).

## Művei
- 1958 Fiatal szlovákiai magyar költők (versek, társszerző)
- 1968 Meditáció esőben (versek)
- A magyar kultúra 50 éve Kelet-Szlovákiában; szerk. Gyüre Lajos; Krajské osvetové stredisko, Košice, 1968
- 1975 Üvegharang (versek)
- A derék molnárlegény. Mesejáték; Lita, Bratislava, 1984
- Kassai napló, 1918–1929; Bratislava–Bp., Madách–Szépirodalmi, Bp., 1986
- 1998 A kutyaházi legény (mesék)
- 1999 Majális (gyermekversek)
- Szarkabál; Madách-Posonium, Pozsony, 1999
- Bojtárnak lenni. Válogatott versek; Lilium Aurum, Dunaszerdahely, 2001
- 2001 Rózsa és Ibolya (három mesejáték)
- 2004 Márai Sándor a Kassai Naplóban
- Pacsirta. Új versek; Madách-Posonium, Pozsony, 2004
- 2004 Pacsirta (versek)
- Hol kél fel a Nap?; Lilium Aurum, Dunaszerdahely, 2006
- Három színjáték; Madách-Posonium, Pozsony, 2007
- 2008 Az alsószoknya alkonya. Írók és költők a Kassai Naplóban. Szöveggyűjtemény és bibliográfia; Madách-Posonium, Pozsony (Magyar Antaeus könyvek)
- A kassai Thália Színház negyven éve; szerk. Gyüre Lajos; Hernád, Kassa, 2009
- 2010 Gesztenye Guszti különös kalandjai. Versek és mesék; Madách-Posonium, Pozsony
- 2012 Tűnődéseim; AB-art, Pozsony
- 2011 Hazajöttem; Lilium Aurum, Dunaszerdahely
- 2014 Cirmos a városba megy; Bratislava [Pozsony], AB-art
- 2015 Gesztenye Guszti különös kalandjai; Kráter, Pomáz (Mesepolc)
- 2016 Maradék, Vámbéry Polgári Társulás, Dunaszerdahely